# 双眼古井
双眼古井，位于中华人民共和国浙江省金华市兰溪市云山街道星宫巷，建于清代，红石垒砌，外径1米。
1997年9月2日，双眼古井公布为兰溪市文物保护单位。